# In Praise of Dreams
In Praise of Dreams è un album del sassofonista norvegese Jan Garbarek, pubblicato nel 2004.

## Tracce
Tutti i brani sono composti da Jan Garbarek.
1. As seen from above - 4:42
2. In praise of dreams - 5:21
3. One goes there alone - 5:06
4. Knot of place and time - 6:22
5. If you go far enough - 0:39
6. Scene from afar - 5:14
7. Cloud of unknowing - 5:22
8. Without visible sign - 4:59
9. Iceburn - 4:59
10. Conversation with a stone - 4:18
11. A tale begun - 4:39

## Musicisti
- Jan Garbarek - sassofono soprano e tenore, synthesizers, samplers, percussioni
- Kim Kashkashian - viola
- Manu Katché - percussioni